# De Havilland Canada DHC-2 Beaver
de Havilland Canada DHC-2 Beaver er et enmotors, højvinget og propel-drevet STOL fly udviklet og produceret af de Havilland Canada, og er primært kendt som et bushfly; mere præcist, som bushflyet over alle bushfly. Det bliver benyttet til fragt- og passagertransport, spredning af kunstgødning og sprøjtemidler, og er i stort omfang accepteret til generel anvendelse ved mange væbnede styrker. United States Army indkøbte adskillige hundrede; ni DHC-2 er stadig i tjeneste ved U.S. Air Force Auxiliary (Civil Air Patrol) for search and rescue. En Royal New Zealand Air Force Beaver supporterede Sir Edmund Hillarys ekspedition til Sydpolen. Over 1.600 Beavere blev produceret indtil 1967, hvor den oprindelige produktionslinie lukkede ned.
På grund af flyets succes fejrede Royal Canadian Mint DHC-2 Beaver på en særligt udgivet Canadisk kvartdollar mønt i November 1999.

## Design og udvikling
Efter krigen indså de Havilland Canadas management at det var usandsynligt at kunne overleve ved kun at satse på militære kontrakter, og vendte sig derfor mod det civile marked. Firmaet havde kort forinden ansat en berømt bushpilot, Punch Dickins, som direktør for salgsafdelingen. Dickins startede en omfattende indsamling af ønsker og forslag fra andre piloter, for at forstå hvad de havde brug for i et nyt fly. Stort set uden undtagelse bad piloterne om et meget stort overskud af motorkraft og STOL egenskaber, i et design der let kunne udstyres med hjul, ski eller pontoner. Dette gav ved et tilfælde den mest berømte designspecifikation: en af de Havillands ingeniører bemærkede at kravene ville give et temmelig langsomt fly; en af piloterne svarede "Den skal kun være hurtigere end en hundeslæde". Andre forslag var tilsyneladende temmelig ordinære, men af stor betydning for bushflyvning; for eksempel skulle der være døre i fuld størrelse på begge sider af flyet, så det let kune lastes og losses uanset hvilken side der vendte mod en landingsbro. Og dørene skulle være så brede at man kunne rulle en standard 44 US gallon olietønde op i flyet over to brædder.
Den 17. September 1946 samlede de Havilland officielt et designteam bestående af Fred Buller, Dick Hiscocks, Jim Houston og W. Jakimiuk (der havde konstrueret Chipmunk'en), og teamet blev ledet af Phil Garratt. Det nye fly skulle være helmetals (i modsætning til ældre designs som de berømte Noorduyn Norseman), og benytte "stål fra motoren til brandskottet, kraftige aluminiumsrammer med paneler og døre i kabineområdet, lettere rammer agterude, og en fritbærende hale". På det tidspunkt var de Havilland Canada endnu britisk ejet, og der var planer om at forsyne det nye fly med en britisk motor. Dette begrænsede motoreffekten, så vingearealet blev kraftigt forøget for at bibeholde STOL egenskaberne. Da så Pratt & Whitney Canada tilbød at levere Wasp Jr motorer med 450 hk (340 kW), der var i overskud efter krigen til en lav pris, endte flyet med at have både en stor motor og den lange vinge. Resultatet var enestående STOL egenskaber for et fly af den størrelse.
Efter megen afprøvning og en del justeringer og forbedringer, var det innovative nye fly klar til at blive overdraget til sælgerne. Eftersom alle de Havilland Canada fly var opkaldt efter dyr, blev det besluttet at navngive det nye bushfly efter det hårdtarbejdende dyr, bæveren ('the Beaver'). DHC-2 Beavers første flyvning foregik fra Downsview, Ontario den 16. August 1947, og den blev fløjet af 2. verdenskrigs 'esset' Russell Bannock. Det første fly fra samlebåndet blev leveret i April 1948 til Ontario Department of Lands and Forests, som havde været en designpartner.
Til at begynde med gik salget trægt, to eller tre fly om måneden, men efterhånden som flyet blev demonstreret tog salget fart. En af hjørnestenene i Beaverens historie faldt på plads året efter, da US Army begyndte at lede efter et nyt fly til at erstatte deres Cessna'er. Konkurrencen blev hurtigt reduceret til at stå mellem Beaver og Cessna 195, men Beaver ydede bedre end 195'eren, og med udbruddet af Koreakrigen kom der ordrer på hundredvis af fly. Snart indløb der stigende bestillinger fra resten af verden. Da produktionen stoppede i 1967, var der blevet produceret 1.657 stk. DHC-2 Beaver.
Beaver var designet til at beflyve fjerne og primitive områder. Dens STOL egenskaber ('short takeoff and landing') gør den ideel til at anflyve områder, der normalt kun kan nås til fods eller i en kano. Fordi den ofte flyver til øde områder, og ofte i kolde klimaer, er fyldestudsen til oliebeholderen placeret i cockpittet, og man kan efterfylde olie under flyvningen. En serie opgraderinger blev efterhånden tilføjet til det grundlæggende design. En af de største kunder forlangte flade trin til cockpit og kabine, i stedet for de oprindelige rørformede; nu er det en næsten universel detalje på flyet. I 1987 kaldte det Canadiske Engineering Centennial Board (en fejring af ingeniørerhvervets første hundrede år som anerkendt fag) DHC-2 en af Canadas ti mest fremragende ingeniørbedrifter i det 20. århundrede.

### Seneste udviklinger
Undervejs under produktionen, blev der foreslået planer for at licensere og bygge flytypen i New Zealand. Efter produktionsophøret opkøbte Viking Air fra Victoria i British Columbia, Canada, de resterende produktionsværktøjer; Viking Air fremstiller reservedele til de fleste ældre de Havilland flytyper. Den 24. Februar 2006 opkøbte Viking typecertifikaterne fra Bombardier Aerospace for alle de originale de Havilland designs. Ejerskabet af typecertifikaterne giver Viking de eksklusive rettigheder til at fremstille nye Beavere. I øjeblikket sælger Viking en renoveret og genopbygget model, DHC-2T Turbo Beaver, som er blevet opgraderet med en Pratt & Whitney Canada PT6A-34 680 hk (507 kW) turboprop motor. Dette giver flyet en tilladt maksimal takeoff vægt på 6.000 lb (2.700 kg); den opdaterede model kan nu bære 2.450 lb (1.110 kg) fragt. Viking Turbo Beavers er dog kun opbyggede af eksisterende, renoverede flystel og er ikke nybygninger, i modsætning til Vikings egen DHC-6 Serie 400 Twin Otter, som er produceret med et fuldstændigt nyt flystel.

## Operationel historie
På trods af at produktionen blev indstillet i 1967, er der stadigvæk i hundredvis af Beavere på vingerne — mange af dem kraftigt modificeret for at imødegå teknologiske ændringer og operatørens behov. Kenmore Air fra Kenmore i Washington i USA leverer Beaver og Otter flystel med nul-timers levetid, og ejer i snesevis af supplemental type certificates (STCs, tillægscertifikater) for tilladte modifikationer. Disse modifikationer er så velkendte og efterstræbte i flyindustrien, at renoverede Beavere ofte bliver kaldt "Kenmore Beavers" eller bliver opført i f.eks. salgsprospekter med at have "Kenmore mods" installeret.
Beaverens originale Wasp Jr stjernemotor har i lang tid været ude af produktion, så det er ved at blive vanskeligt at finde reservedele. Nogle af firmaerne der konverterer fly har løst dette problem ved at erstatte stempelmotoren med en turboprop-motor som f.eks. PT6. Den ekstra motorstyrke og mindre vægt, såvel som den lette adgang til jetbrændstof (kerosen) i stedet for højoktans flyvebenzin, gør dette til en ønskværdig, men kostbar, modifikation.
Beaver var i tjeneste ved det Britiske Army Air Corps under the Troubles, i hvert fald til 1979, og blev hovedsageligt anvendt til fotorekognoscering. En af dem blev ramt syv gange af maskingeværild under overflyvning af det sydlige County Armagh, nær grænsen mellem United Kingdom og Irland i November 1979, mens den tog billeder af en IRA kontrolpost. Grænseovergangen hvor hændelsen fandt sted var derefter kendt under navnet "Beaver Junction" af den britiske hær.
Skuespilleren og piloten Harrison Ford ejer en DHC-2 Beaver, og har kaldt den sin favourit i hele hans flåde af private fly.
Der er to DHC-2 i tjeneste ved United States Navy; de opererer fra United States Naval Test Pilot School, hvor de bliver benyttet til at undervise studenter i at evaluere visse typer stabilitet og flyveevne, samt til at fungere som slæbefly for svævefly.
DHC-2 Beaver bliver af og til benyttet af faldskærmsudspringere takket være dens gode stigeevne; det tager den kun få minutter at færge otte udspringere til 13.000 fod (4.000 m). Typisk bliver et fly til denne anvendelse udstyret med en skydedør, der kan åbnes under flyvning.
Stolairus Aviation fra Kelowna i British Columbia har udviklet adskillige modifikationer til DHC-2, heriblandt et STOL Kit som indfører forskellige modifikationer af vingen, og et Wing Angle Kit som ændrer vingens indfaldsvinkel.
Advanced Wing Technologies fra Vancouver i British Columbia har udviklet og certificeret en ny vinge til DHC-2. Det pågældende FAA supplementerende typecertifikat (STC) hæver også flyets maksimalvægt til 6.000 lb (2.700 kg). I 2011 var mindst to Beavere blevet forsynet med den nye vinge.

## Varianter
Beaver I
En-motors STOL fly til generel transport.
Beaver AL Mk 1
STOL fly til generel transport, leveret til den britiske hær.
C-127
oprindeligt navn for DHC-2 i tjeneste ved USAs militær, senere omdøbt til L-20.
YL-20
Test- og evalueringsfly for USAs militær.
L-20A Beaver
STOL fly til generel transport, leveret til U.S. Army, i 1962 omdøbt til U-6A, 968 stk. bygget.
L-20B Beaver
Stort set magen til L-20A, men med små ændringer i udstyret. Seks stk. solgt til US Army. I 1962 omdøbt til U-6B.
U-6A
Omdøbte US Army L-20A fly.
U-6B
Omdøbte US Army L-20B fly.
Beaver II
Et fly, udstyret med en Alvis Leonides stjernemotor.
Wipaire Super Beaver
Ombygning af overskydende US Army og USAF L-20 Beavere.
Wipaire Boss Turbo-Beaver
Ombygning udstyret med PT-6 turboprop motor, med den originale kurvede forkant af halefinnen.
Turbo-Beaver III
Ombygning udstyret med 431 kW (578 ehk) Pratt & Whitney PT6A-6 or -20 turboprop motor.
Airtech Canada DHC-2/PZL-3S
After-market ombygning foretaget af Airtech Canada i 1980'erne, udstyret med PZL-3S stjernemotor på 600 hk (450 kW). Denne motor er stadig i produktion.
Volpar Model 4000
En 1970'er ombygning foretaget af Volpar. Fløj første gang i April 1972 med en modificeret næse og udstyret med en AiResearch TPE331-2U-203 turboprop med en trebladet propel. Andre ændringer indbefattede en ny halefinne og sideror.
Viking DHC-2T Turbo Beaver
Beavere, renoverede af Viking Air og opgraderet med en Pratt & Whitney Canada PT6A-34 680 hk (507 kW) turboprop motor.

## Operatører

### Civile operatører
DHC-2 er populær ved charter firmaer, poltistyrker og små lufttaxa operatører, såvel som ved private firmaer og individuelle private ejere. Det vil falde uden for artiklens rammer at opliste alle ejere.
 Canada
- Royal Canadian Mounted Police - 12 stk DHC-2 Beaver, i tjeneste 1949 - 1986, og 3 stk. DHC-2 Turbo Beaver, i tjeneste 1967 - 1996.[16]
- Air Saguenay[17] - Et betydeligt antal Beavers. Antal og type ukendt.
- Harbour Air[17] - Et betydeligt antal Beavers. Antal og type ukendt.
- Ministry of Natural Resources and Forestry - 5 stk. DHC-2 Mk III Turbo Beavers til brandbekæmpelse. De ældre DHC-2 med stjenemotor er udgået.[18]

 Finland
- Finlands Grænsebevogtning (Finsk: Rajavartiolaitos, Svensk: Gränsbevakningsväsendet) - 3 stk DHC-2. De ankom i 1951 og udgik i 1985.[19]

 United States
- Kenmore Air[17] - Et betydeligt antal Beavers. Antal og type ukendt.

### Militære operatører
Argentina
- Argentinas Hærs Flyverafdeling (spansk: Comando de Aviación Ejército Argentino) - Antal og type ukendt.
- Argentinas Flådes Flyverafdeling (spansk: Comando de Aviación Naval Argentina) - 2 stk. DHC-2 i årene 1960 - 1967.[20]

 Australien
- Royal Australian Air Force - Fem stk. i tjeneste 1955-1964, anvendt af Antarctic Flight RAAF og No. 1 Air Trials Unit.[21]

 Cambodja
- Cambodjas Kongelige Luftvåben (Royal Cambodian Air Force) - modtog tre L-20 fra USA sidst i 1950'erne.[22]

 Chile
- Det Chilenske Luftvåben (spansk: Fuerza Aérea de Chile) - 18 stk. DHC-2 Beaver i tjeneste fra 1952. Det vides ikke om eller hvornår typen udgik.[23]

 Colombia
- Colombias Luftvåben (spansk: Fuerza Aérea Colombiana, FAC) - 20 stk. DHC-2 i tjeneste i årene 1951 - 1998.[24]

 Cuba
- Cubas Luftvåben (Cuban Revolutionary Air and Air Defense Force, spansk: Defensa Anti-Aérea Y Fuerza Aérea Revolucionaria, DAAFAR) - 9 stk. DHC-2. Seks ankom i 1957, tre i '58. Typen udgik i 1961.[25]

 Dominikanske Republik
- Det Dominikanske Luftvåben (spansk: Fuerza Aérea de República Dominicana) - En enkelt DHC-2 Beaver, som ankom i 1950. Den udgik i 1957.[26]

 Filippinerne
- Filippinernes Luftvåben (Tagalog: Hukbong Himpapawid ng Pilipinas; spansk: Fuerza Aérea Filipina) - Antal og type ukendt.

 Finland
- Finlands Luftvåben (Finnish Air Force(FAF eller FiAF) finsk: Ilmavoimat) - 3 stk. DHC-2 Beaver. De var i tjeneste i årene 1958 - 1973.[27]

 Frankrig
- Det franske luftvåben (fransk: Armée de l'air) - En enkelt DHC-2 Beaver, i tjeneste 1953 - 1960.[28]

 Ghana
- Ghanas Luftvåben (Ghana Air Force, GHF) - Antal og type ukendt.

 Grækenland
- Grækenlands Luftvåben (Hellenic Air Force (HAF) græsk: Πολεμική Αεροπορία, Polemikí Aeroporía) - En enkelt L-20A Beaver i årene 1956 - 1967.[29]
- Grækenlands Hær (Hellenic Army, græsk: Ελληνικός Στρατός, Ellinikós Stratós, ΕΣ) - 2 stk. L-20A Beaver i årene 1968 - 1976.[30]

 Haiti
- Haitis Væbnede Styrker (Armed Forces of Haiti, fransk:  Forces Armées d'Haïti, FAd'H) - 3 stk. U-6A Beaver, i tjeneste fra 1977 indtil 1998, 4 år efter Corps d'Aviation d'Haiti officielt blev nedlagt.[31]

 Holland
- Det hollandske luftvåben (nederlandsk: Koninklijke Luchtmacht, KLu) - KLu havde 9 stk DHC-2 Beaver, som tjente i årene 1956 - 1974.[32]

 Indonesien
- Indonesiens Luftvåben (indonesisk: Tentara Nasional Indonesia-Angkatan Udara, TNI–AU) - Antal og type ukendt.

 Iran
- Det iranske luftvåben (Imperial Iranian Air Force (IIAF)) - Antal og type ukendt.

 Kenya
- Kenyas Luftvåben (Kenya Air Force, KAF) - Antal og type ukendt. Angiveligt i tjeneste 1964-83.

 Laos
- Det Kongelige Laotiske Luftvåben (Royal Lao Air Force, (fransk: Aviation royale laotiènne – AVRL) - 2 stk L-20 Beaver, trådt i tjeneste 1958. Udgået i 1963.[33][34]

 New Zealand
- Det newzealandske luftvåben (Royal New Zealand Air Force (RNZAF), Maori: Te Tauaarangi o Aotearoa) - En enlig DHC-2 Beaver i årene 1956 - 1960.[35]

 Oman
- Omans Kongelige Luftvåben (Royal Air Force of Oman, RAFO — سلاح الجو السلطاني عمان - Silāḥ al-Jaww as-Sulṭāniy ‘Umān) - 5 stk DHC-2 i årene 1961-1976.[36]

 Panama
- Panamas Luftvåben (Panamanian Air force, spansk: Fuerza Aérea Panameña) - 1 stk. udlånt DHC-2 (det vides ikke af hvem) i tjeneste 1968 - 1987.[37]

 Paraguay
- Paraguays Luftvåben (Paraguayan Air Force, spansk: Fuerza Aérea Paraguay) - 5 stk. DHC-2 fra 1975 - 1988.[38]

 Peru
- Det Peruvianske Luftvåben (spansk: Fuerza Aérea del Perú, FAP) - 10 stk DHC-2 Beaver i tjeneste fra 1949. Det vides ikke om eller hvornår de sidste gik ud af brug.[39]

 Sydvietnam
- Sydvietnams Luftvåben (South Vietnam Air Force eller Vietnam Air Force, VNAF; Vietnamesisk: Không lực Việt Nam Cộng hòa, KLVNCH) - Antal og type ukendt.

 Taiwan
- Taiwans Luftvåben (Republic of China Air Force (ROCAF), kinesisk: 中華民國空軍; pinyin: Zhōnghuá Mínguó Kōngjūn) - Antal og type ukendt.

 Thailand
- Det Kongelige Thailandske Luftvåben (Royal Thai Air Force, RTAF; thai: กองทัพอากาศไทย, Kong Thap Akat Thai)) - Antal og type ukendt.

 Tyrkiet
- Tyrkiets Hærs Flyveafdeling (tyrkisk: Turk Kara Kuvvetleri) - 10 stk. U-6A Beaver, i tjeneste fra 1972 til 1998.[40]

 Uganda
- Ugandas Folkeforsvars Luftvåben [Ugandan People's Defence Air Force) - Antal og type ukendt.

 Storbritannien
- Army Air Corps - 46 stk. AL.1 Beaver, i tjeneste fra 1961[13] til Maj 1989.

 USA
- Civil Air Patrol - Antal og type ukendt.
- United States Army - Antal og type ukendt.
- United States Air Force[41] - Antal og type ukendt.
- United States Navy[42] - Antal og type ukendt.

 Jugoslavien
- Jugoslaviens Luftvåben (serbokroatisk: Jugoslavensko Ratno zrakoplovstvo, Југословенско Ратно ваздухопловство) - 3 stk. DHC-2 Beaver I i tjeneste fra 1954 til 1974.[43]

 Zambia
- Zambias Luftvåben (Zambian Air Force, ZAF) - Antal og type ukendt.

 Østrig
- Østrigs Luftvåben (tysk: Österreichische Luftstreitkräfte) - 6 stk. DHC-2 Beaver i tjeneste fra 1960 - 1976.[44]

## Uheld og hændelser
Der var i 2011 registreret 183 hændelser der har involveret DHC-2. I forbindelse med disse er der registreret 404 dødsfald.

## Udstillede fly
- Ser.no. 1 – DHC-2 i statisk udstilling, Canada Aviation and Space Museum i Ottawa, Ontario.[1][46]

- Ser.no. 2 – DHC-2, udstillet i Canadian Bushplane Heritage Centre i Sault Ste. Marie, Ontario.[47][48]

- Ser.no. 109 – U-6A i statisk udstilling, United States Army Aviation Museum i Fort Rucker nær Daleville, Alabama. Den har USAF serienummer 51-6263.[49][50]

- Ser.no. 141 – DHC-2 i statisk udstilling, Finlands Flyvemuseum i Vantaa, Uusimaa.[51][52]

- Ser.no. 277 – U-6A i statisk udstilling, National Museum of the U.S. Air Force på Wright-Patterson Air Force Base i Dayton, Ohio. Den har USAF serienummer 51-16501.[41][53]

- Ser.no. 454 – U-6A i statisk udstilling, Museum of Aviation på Robins Air Force Base nær Warner Robins, Georgia. Den har USAF serienummer 52-6087.[54][55]

- Ser.no. 587 – DHC-2 statisk udstillet i Beograd Flymuseum i Surčin, Beograd.[56][57]

- Ser.no. 790 – DHC-2 statisk udstillet i Vellamo Maritimt Center i Kotka, Kymenlaakso.[58]

- Ser.no. 959 – L-20 er opmagasineret i Militaire Luchtvaart Museum i Soesterberg, Utrecht.[59]

- Ser.no. 1062 – U-6A statisk udstillet i 45th Infantry Division Museum i Oklahoma City, Oklahoma. Den har USAF serienummer 56-0367.[60]

- Ser.no. 1084 – DHC-2 statisk udstillet i Air Force Museum of New Zealand i Wigram, Canterbury. Den er malet som NZ6001, et fly der tog del i den Trans-Antarktiske Ekspedition.[61][62]

- Ser.no. 1222 – U-6A er opmagasineret i New England Air Museum i Windsor Locks, Connecticut. Den har USAF serienummer 57-2570.[63][64]

- Ser.no. 1322 – U-6 statisk udstillet i U.S. Army Transportation Museum på Joint Base Langley–Eustis nær Newport News, Virginia. Den har USAF serienummer 58-1997.[65]

- Ser.no. 1394 – U-6A statisk udstillet i Midland Air Museum i Baginton, Warwickshire. Den har USAF serienummer 58-2062.[66][67]

- Ser.no. 1396 – U-6 er opmagasineret i National Infantry Museum i Columbus, Georgia. Den har USAF serienummer 58-2064.[68]

- Ser.no. 1484 – AL.1 statisk udstillet i Museum of Army Flying på AAC Middle Wallop i Middle Wallop, Hampshire. Den har britisk militært serienummer XP821.[69][70]

- Ser.no. 1486 – AL.1 statisk udstillet i Museum of Army Flying på AAC Middle Wallop i Middle Wallop, Hampshire. Den har britisk militært serienummer XP822.[71][72]

- Dele fra forskellige serienumre – DHC-2 statisk udstillet i Bass Pro Shops ved Vaughan Mills i Vaughan, Ontario. Den består af dele fra forskellige flystel, heriblandt ser.no. 1579.[73][74]

## Specificationer (DHC-2)
| Besætning:      | 1                                 |                             |
| Kapacitet:      | 6 passagerer                      | 2.100 lb (953 kg) nyttelast |
| Længde:         | 30 ft. 3 in.                      | 9,22 m                      |
| Højde:          | 9 ft. 0 in.                       | 2,74 m                      |
| Spændvidde:     | 48 ft. 0 in.                      | 14,63 m                     |
| Vingeareal:     | 250 ft²                           | 23,2 m²                     |
| Tomvægt:        | 3.000 lb                          | 1.361 kg                    |
| Max. vægt:      | 5,100 lb                          | 2.313 kg                    |
| Motor:          | Pratt & Whitney R-985 Wasp Junior | Stjernemotor                |
| Effekt:         | 450 hk                            | 336 kW                      |
| Propel:         | 1 stk.                            | 2-bladet                    |
| Max. fart:      | 158 mph                           | 255 km/t                    |
| Marchfart:      | 143 mph                           | 230 km/t                    |
| Rækkevidde:     | 455 miles                         | 732 km                      |
| Max.flyvehøjde: | 18.000 ft.                        | 5.486 m                     |
| Stigehastighed: | 1.020 ft/min                      | 5,2 m/s                     |